# Столкновение в аэропорту Барахас
Столкновение в аэропорту Барахас — крупная авиационная катастрофа, произошедшая в среду 7 декабря 1983 года в Мадриде (Испания). На взлётной полосе аэропорта Барахас столкнулись авиалайнеры Boeing 727-256 авиакомпании Iberia (рейс IB350 Мадрид—Рим) и McDonnell Douglas DC-9-32 авиакомпании Aviaco (рейс AO134 Мадрид—Сантандер). В катастрофе погибло 93 человека — 51 человек на Boeing 727 (50 пассажиров и 1 член экипажа) и все 42 человека на борту DC-9 (37 пассажиров и 5 членов экипажа).

## Сведения о самолётах

### Boeing 727
Boeing 727-256 (регистрационный номер EC-CFJ, заводской 20820, серийный 1019) был выпущен в 1974 году, а 1 марта совершил свой первый полёт, после чего 16 апреля поступил к заказчику — испанской авиакомпании Iberia, где получил имя Jumila. Оснащён тремя турбореактивными двигателями Pratt & Whitney JT8D-9. На день катастрофы совершил 19 936 циклов «взлёт-посадка» и налетал 21 525 часов. Наработка от последнего обслуживания по форме «D» (проводилось 11 ноября 1982 года) составляла 4284 часа, от обслуживания по форме «C» (проводилось 26 марта 1983 года) — 1753 часа, от обслуживания по форме «B» (проводилось 23 сентября 1983 года) — 450 часов, а от обслуживания по форме «A» (проводилось 14 ноября 1983 года) — 128 часов. Фактический взлётный вес самолёта в данном рейсе был 68 234 килограмма при максимально допустимом 83 552 килограмма. Центровка составляла 28,24 %, что соответствовало допустимым пределам.
Состав экипажа рейса IB350 был таким:
- Командир воздушного судна (КВС) — 43-летний Карлос Лопес Барранко (исп. Carlos López Barranco). Лицензию пилота гражданской авиации получил 5 декабря 1966 года, на Boeing 727 был квалифицирован в апреле 1980 года. Налетал свыше 8860 часов, 1919 из них на Boeing 727. Налёт за последние 180, 90 и 30 дней соответственно 299, 147 и 44 часа. Отдых перед роковым рейсом составил 7 дней[4].
- Второй пилот — 41-летний Хуан Хосе Очоа (исп. Juan José Ochoa). Лицензию пилота гражданской авиации получил 23 февраля 1979 года, на Boeing 727 был квалифицирован в июне 1979 года. Налетал 3474 часа, 2840 из них на Boeing 727. Налёт за последние 180, 90 и 30 дней соответственно 273, 95 и 30 часов. Отдых перед роковым рейсом составил 34 часа[4][5].
- Бортинженер — 37-летний Луис Фелипе Луенго (исп. Luis Felipe Luengo). Лицензию бортинженера получил 29 мая 1974 года, на Boeing 727 был квалифицирован в июне 1974 года. Налетал 7211 часов, все на Boeing 727. Налёт за последние 180, 90 и 30 дней соответственно 319, 137 и 23 часа. Отдых перед роковым рейсом составил 46 часов[5].

Все три пилота имели все необходимые действующие лицензии и соответствующую квалификацию для выполнения полёта.
В салоне самолёта работали 6 бортпроводников:
- Рафаэль Гальярдо Кармона (исп. Rafael Gallardo Carmona) — старший бортпроводник,
- Роза Мария Паласио Гарсия (исп. Rosa María Palacio García),
- Франсиско Гомес Исерн (исп. Francisco Gómez Isern),
- Анхелес Токеро Иссуа (исп. Ángeles Toquero Issúa),
- Соня Авила Эльвиро (исп. Sonia Ávila Elviro),
- Мария Кармен Сантос Гомес-Асебо (исп. María Carmen Santos Gómez-Acebo).

| Гражданство | Пассажиры | Экипаж | Всего |
| ----------- | --------- | ------ | ----- |
| Испания     | 7         | 9      | 16    |
| Италия      | 9         | 0      | 9     |
| Япония      | 6         | 0      | 6     |
| Израиль     | 3         | 0      | 3     |
| США         | 2         | 0      | 2     |
| ФРГ         | 2         | 0      | 2     |
| Марокко     | 1         | 0      | 1     |
| Ливия       | 1         | 0      | 1     |
| Венесуэла   | 1         | 0      | 1     |
| Югославия   | 1         | 0      | 1     |
| Иран        | 1         | 0      | 1     |
| Египет      | 1         | 0      | 1     |
| Не указано  | 49        | 0      | 49    |
| Итого       | 84        | 9      | 93    |

### McDonnell Douglas DC-9
McDonnell Douglas DC-9-32 (регистрационный номер EC-CGS, заводской 47645, серийный 770) был выпущен 5 февраля 1975 года, а 20 марта поступил к заказчику — испанской авиакомпании Aviaco, где получил имя Vasco Nuñez de Balboa. Пассажировместимость его салона была 110 мест эконом-класса (конфигурация — Y110). Также был оснащён двумя турбореактивными двигателями Pratt & Whitney JT8D-9A. На день катастрофы совершил 17 909 циклов «взлёт-посадка» и налетал 20 078 часов. Наработка от последнего обслуживания по форме «D» (проводилось 9 октября 1979 года) составляла 9199 часов, а от обслуживания по форме «C» (проводилось 2 августа 1983 года) — 784 часа. Обслуживание по формам «B» и «A» проводилось в аэропорту Барахас перед роковым рейсом. Фактический взлётный вес самолёта в данном рейсе был 37 051 килограмм при максимально допустимом 48 985 килограммов. Центровка составляла 29,75 %, что соответствовало допустимым пределам.
Состав экипажа рейса AO134 был таким:
- Командир воздушного судна (КВС) — 54-летний Аугусто Альмогера (исп. Augusto Almoguera). Лицензию пилота гражданской авиации получил 2 июня 1972 года, на DC-9 был квалифицирован 28 апреля 1976 года. Налетал 13 442 часа, 7312 из них на DC-9 (2616 в должности второго пилота и 4696 в должности КВС). Налёт за последние 180, 90 и 30 дней соответственно 337, 142,45 и 4,5 часа. Отдых перед роковым рейсом составил 1 день[9].
- Второй пилот — 39-летний Хосе Мария Хибернау (исп. José María Gibernau). Лицензию пилота гражданской авиации получил 4 апреля 1972 года, на DC-9 был квалифицирован 2 апреля 1980 года. Налетал 10 322 часа, 3655 из них на DC-9. Налёт за последние 180, 90 и 30 дней соответственно 238, 107,83 и 15 часов. Отдых перед роковым рейсом составил 7 дней[10].

Оба пилота имели все необходимые действующие лицензии и соответствующую квалификацию для выполнения полёта.
В салоне самолёта работали трое стюардесс:
- Паола Мария Санчетта Тесироэ (исп. Paola María Zanchetta Tesiroe),
- Мария Эухения Муньос Гарсия (исп. María Eugenia Muñoz García),
- Ана Мерино Альбаррасин (исп. Ana Merino Albarracín).

## Катастрофа
Ранним утром в 05:30 на стоянку 56 у международного терминала встал Boeing 727-256 борт EC-CFJ. Ему предстояло выполнить регулярный международный пассажирский рейс IB350 из Мадрида в Рим. В соответствии с планом полёта в его баках находилось 14 200 килограммов авиатоплива. В 08:05 началась посадка пассажиров, а экипаж начал проходить обычную предполётную проверку. Всего на борту находились 84 пассажира и 9 членов экипажа. В 08:21:36 экипаж рейса 350 связался с диспетчером руления и запросил разрешение на запуск двигателей. Диспетчер ответил, что понял запрос и сам вызовет самолёт для дачи такого разрешения. В 08:25:16 экипаж «Боинга» ещё раз запросил разрешение на запуск двигателей и покидание стоянки. В ответ диспетчер сообщил, что разрешение будет выдано в течение двух минут, чтобы избежать скопления самолётов на предварительном старте. В 08:26:28 диспетчер руления дал разрешение на запуск двигателей и начало руления, а затем указал маршрут следования.
В это же время на стоянке 8 северного перрона стоял McDonnell Douglas DC-9-32 борт EC-CGS. Он должен был выполнять регулярный внутренний пассажирский рейс AO134 из Мадрида в Сантандер, но из-за тумана в аэропорту отставал от расписания на 33 минуты. В баках самолёта было 5600 килограммов топлива, всего на борту находились 37 пассажиров и 5 членов экипажа. В 08:29:10 экипаж рейса 134 связался с диспетчером руления и запросил разрешение на запуск двигателей. Диспетчер сообщил, что известит об этом, а также дал настройку высотомеров (QNH). В 08:30:15 диспетчер руления вызвал рейс 134, после чего дал разрешение на запуск двигателей и начало движения, а также указал маршрут руления, частоту и код ответчика. Экипаж подтвердил получение информации и попросил изменить маршрут, хотя позже согласился с первоначальным вариантом. В 08:33:20 экипаж получил разрешение на руление к полосе №01 через внешние рулёжные дорожки с докладом о покидании северного перрона и входе на рулёжки. «Дуглас» начал движение, одновременно с этим экипаж подтвердил получение информации и доложил о скором покидании северного перрона. В 08:36:26 с рейса 134 доложили о выходе с северного перрона, на что наземный диспетчер передал, чтобы они получили разрешение на вход в секцию «OSCAR 5». Экипаж доложил, что свяжется.
В это время небо было затянуто облаками, штиль, температура воздуха была 0° C, а весь аэропорт покрывал густой туман. По данным METAR на 08:30, атмосферная видимость составляла всего 100 метров, а видимость на взлётно-посадочной полосе — 300 метров (за счёт некоторого рассеивания тумана самолётами). По данным экипажей самолётов, а также обсерватории аэропорта, видимость на взлётно-посадочных полосах 01/19 и 15/33 составляла 250—300 метров, исходя из наблюдения огней высокой интенсивности. 
К тому времени «Боинг» уже занял предварительный старт у начала ВПП №01 и перешёл на связь с диспетчером взлёта и посадки, которому доложил о готовности к взлёту. Диспетчер взлёта дал указание занимать исполнительный старт в начале ВПП №01 и ожидать. В 08:38:32 рейс 350 получил разрешение на взлёт и в 08:38:45 начал разбег в северном направлении. В это же время в 08:39:08 диспетчер руления спросил у рейса 134, где те находятся, на что экипаж ответил: Послушайте, мы не увидели на земле указателя на Оскар пять. Мы следуем по… курсу ноль девятнадцать [019°], простите, курсу один девяносто [190°] и, похоже, мы уже входим в секцию. Одновременно с этим на рейсе 350 второй пилот доложил о достижении скорости V1, когда пилоты сквозь туман увидели перед собой рейс 134. Экипаж «Боинга» попытался уклониться от столкновения, подняв самолёт в воздух, но в 08:39:29 в 230 метрах южнее пересечения взлётных полос 01/19 и 15/33 рейс IB350 левой плоскостью крыла и левой стойкой основного шасси врезался в левый борт стоящего поперёк рейса AO134 (Boeing 727 — 354°, DC-9 — 274,2°) и распорол его. От удара DC-9 взорвался и разрушился, а все 42 человека на его борту погибли. Потерявший левые плоскость, стабилизатор и двигатель, Boeing 727 рухнул на полосу и, проскользив по ней на расстояние до 466 метров от точки удара, перевернулся и загорелся. На его борту погибли 50 пассажиров и 1 член экипажа (стюардесса Гомез-Асебо); ещё 26 пассажиров и 4 члена экипажа (все три пилота и стюардесса Иссуа) получили серьёзные ранения. На земле никто не погиб. Общее число жертв катастрофы таким образом составило 93 человека. Также были повреждены 650 метров взлётной полосы, включая светотехническое оборудование.

## Расследование
Причиной катастрофы следственная комиссия назвала непреднамеренный выезд DC-9 на взлётно-посадочную полосу 01/19, где в это время выполнял взлёт Boeing 727. Выезд DC-9 на ВПП произошёл из-за того, что в зоне его движения в это время стоял густой туман, который скрывал от экипажа часть визуальных ориентиров, поэтому пилоты не смогли точно определить своё местонахождение и не заметили, как пересекли порог полосы 01.

### Комментарии
1. ↑  Здесь и далее указано Среднее время по Гринвичу (GMT). Местное время — +01:00